# Marie-José Natová
Marie-José Natová, nepřechýleně Marie-José Nat, rodným jménem Marie-José Benhalassa (22. dubna 1940, Bonifacio, Francie – 10. října 2019, Paříž) byla francouzská filmová, televizní a divadelní herečka.

## Život

### Původ a mládí kariéra
Narodila se jako Marie-José Benhalassa rodičům na Korsice v roce 1940. Její otec Abdelkader Benhalassa (nar. 1897) byl původem Berber z Kabylie v Alžírsku. Sloužil jako voják z povolání ve francouzské armádě. Její matka se jmenovala za svobodna Vincentine Biancarelli, povoláním pastýřka, která se narodila v roce 1911 v korsickém Bonifacio a zemřela roku 1983 v Andilly.
Do svých 15 let žila na Korsice s rodiči, pak se rodina přestěhovala do Paříže. Marie-José zde velmi brzy upoutala svým zjevem pracovníky z umělecké branže a začala dostávat nabídky na práci modelky. 

## Herecká kariéra
V roce 1955 vyhrála konkurs časopisu Lectures d'Aujourd'hui a stala se partnerkou herce Jean-Claude Pascala ve fotorománu L'Amour est un sogne (Láska je sen). Jean-Claude Pascal také vymyslel pro začínající herečku pseudonym Nat (natte je francouzský výraz pro pletenec vlasů), podle copů, které rámovaly její tvář. Následně se objevila i v malé, téměř komparzní, roli ve filmové adaptaci románu Le crime et le châtiment (Zločin a trest). Po těchto prvních zkušenostech v umělecké profesi začala navštěvovat známou hereckou školu René Simona. První velkou hereckou roli jí nabídl v roce 1959 režisér Denys de La Patellière ve filmu Rue des Prairies (Luční ulice). Ztvárnila roli dcery hlavního hrdiny, kterým byl Jean Gabin.
Jako začínající hvězdě jí v roce 1960 věnoval titulní stranu časopis Télé 7 jours (původně vycházející pod názvem 7 jours). Ve stejném roce se seznámila s osudovým mužem, režisérem Michelem Drachem, pod jehož vedením vytvořila v dalších letech své nejlepší filmové role, například ve filmu s názvem Amélie ou le Temps d´aimer (Amélie aneb čas na lásku) z roku a ve snímcích Les Violons du bal (Plesové housle) z roku 1974 nebo Le Passe simple (Vlastní minulost neznámá) z roku 1977. Za role ve dvou posledně jmenovaných filmech též získala na filmových festivalech ocenění jako nejlepší herečka v hlavní roli. Spolupracovala i s jinými významnými režiséry a byla partnerkou známých filmových herců a hereček. V kriminálním filmu La Vérité (Pravda) hrála spolu s Brigitte Bardotovou dvojici sester různých povah a ve filmu La Menace (Hrozba) byla filmovou partnerkou herce Roberta Hosseina. V roce 1967 se ve filmu Dacii (Dákové) představila spolu s Pierrem Bricem.
V letech 1963–1964 jí režisér André Cayatte nabídl další velkou filmovou příležitost v úspěšném dvojfilmu La Vie conjugale (Manželský život). Kromě toho ztvárnila herečka v 60. letech i řadu menších rolí v tehdy oblíbeném žánru povídkových filmů, například ve filmu La Française et l'Amour (Francouzka a láska) a dalších. Jedním z posledních filmů, ve kterém hrála, bylo válečné drama z roku 1998 Train de vie (Vlak života). Potom se Marie-José Nat věnovala především divadlu a práci pro televizi.
Po celou dobu své kariéry, až do roku 2006, natáčela herečka také televizní filmy a seriály. Mezi ty nejznámější patřily seriály Les Gens de Mogador (Lidé z Mogadoru) z roku 1972 a Les Rosenberg ne doivent pas mourir (Rosenbergovi nesmějí zemřít) z roku 1975 o osudu manželů Ethel a Julia Rosenbergových.
Pro divadlo ji objevil režisér a herec Raymond Rouleau. Na jevišti zaujala svými výkony ještě v době studií. Následovaly role v řadě divadelních inscenací na různých pařížských divadelních scénách. Mimořádným úspěchem byla hra Voisin Voisine (Dva na schodišti), ve které hrála po boku herce Victora Lanouxe v divadle Théâtre du Palais-Royal.

### Osobní život
V roce 1960 se vdala za hereckého kolegu Rogera Dumase, manželství ale skončilo po roce rozvodem. V roce 1964 se provdala podruhé za filmového režiséra Michela Dracha, se kterým prožila téměř 20 let života a stala se jeho filmovou múzou. Do jejich manželství se narodili tři synové – David, Julien a Aurélien. V roce 1981 se rozvedli a na dlouhou dobu se stal jejím životním partnerem herec Victor Lanoux, se kterým se sblížila při filmování. Spolu se pak věnovali především divadlu.
Dalším mezníkem v jejím soukromém životě se stal rok 2005, kdy se setkala s ovdovělým dlouholetým známým, hercem a písničkářem íránského původu Sergem Rezvanim a provdala se za něho. Spolu žili na Korsice v hereččině rodném městě Bonifaciu.
V roce 2012 vyjádřila svůj souhlas s výzvou 18 francouzských umělců a intelektuálů na podporu prezidentského kandidáta Nicolase Sarkozyho.

## Dílo

### Filmografie (výběr)

#### Celovečerní filmy
- Rue des prairies, režie: Denys de La Patellière, 1959
- La Française et l'Amour, povídka: Le Mariage, režie: René Clair, 1960
- La Vérité, režie: Henri-Georges Clouzot, 1960
- Amélie ou le Temps d'aimer, režie: Michel Drach, 1960
- Jean-Marc ou la Vie conjugale, režie: André Cayatte, 1963
- Françoise ou la Vie conjugale, režie: André Cayatte, 1964
- Dacii, režie: Sergiu Nicolaescu, 1967
- Les Violons du bal, režie: Michel Drach, 1973
- Le Passé simple, režie: Michel Drach, 1977
- Rio Negro, režie: Atahualpa Lichy, 1990
- Train de vie, režie: Radu Mihaileanu, 1998

#### Televizní filmy a seriály
- Le Mariage de Figaro, režie: Marcel Bluwal, 1961
- Hélène ou la joie de vivre, režie: Claude Barma, 1968
- Les Gens de Mogador, režie Robert Mazoyer, 1972
- Les Rosenberg ne doivent pas mourir, režie: Stellio Lorenzi a Alain Decaux, 1975
- Le Clan, režie: Claude Barma, 1988
- La Mort a dit peut-être, režie: Alain Bonnot, 1990
- Deux mamans pour Noël, režie Paul Gueu, 1998
- Colette, une femme libre, režie: Nadine Trintignant, 2004
- L'Oncle de Russie, režie: Francis Girod, 2006

### Divadlo (výběr)
- Virage dangareux, režie: John Boynton Pristley, Théâtre Michel, 1958
- Blaise, režie: Claude Magnier, Théâtre des Nouveautés, 1959
- Médor, režie: Roger Vitrac, Studio des Champs-Élysées, 1966
- Désiré, režie: Sacha Guitry, Théâtre Édouard VII, 1984
- Voisin Voisine, režie: Jean-Michel Rouzière, Théâtre du Palais-Royal, 1985
- Avec ou sans arbres, režie: Jeannine Worms, Théâtre Hébertot, 1990

### Fotoromány
- L'amour est un songe, v časopise Lectures d'Aujourd'hui, 1955, v Itálii vydáno pod názvem Tristezza di un tempo perduto, v časopise Boléro Film 1958
- Notre amour est sans issue, v časopise Lectures d'Aujourd'hui, 1957

### Autobiografie
- Je n΄ai pas oublié (Nezapomněla jsem), 2006

### Ocenění nejlepší herečka
- Les Violons du bal, Filmový festival v Cannes, 1974
- Le Passé simple, Mezinárodní filmový festival Karlovy Vary, 1978